# Doual'art
doual'art è un'associazione indipendente e un centro espositivo con sede a Douala in Camerun fondata nel 1991 da Marilyn Douala Bell e Didier Schaub.

## Storia dell'organizzazione

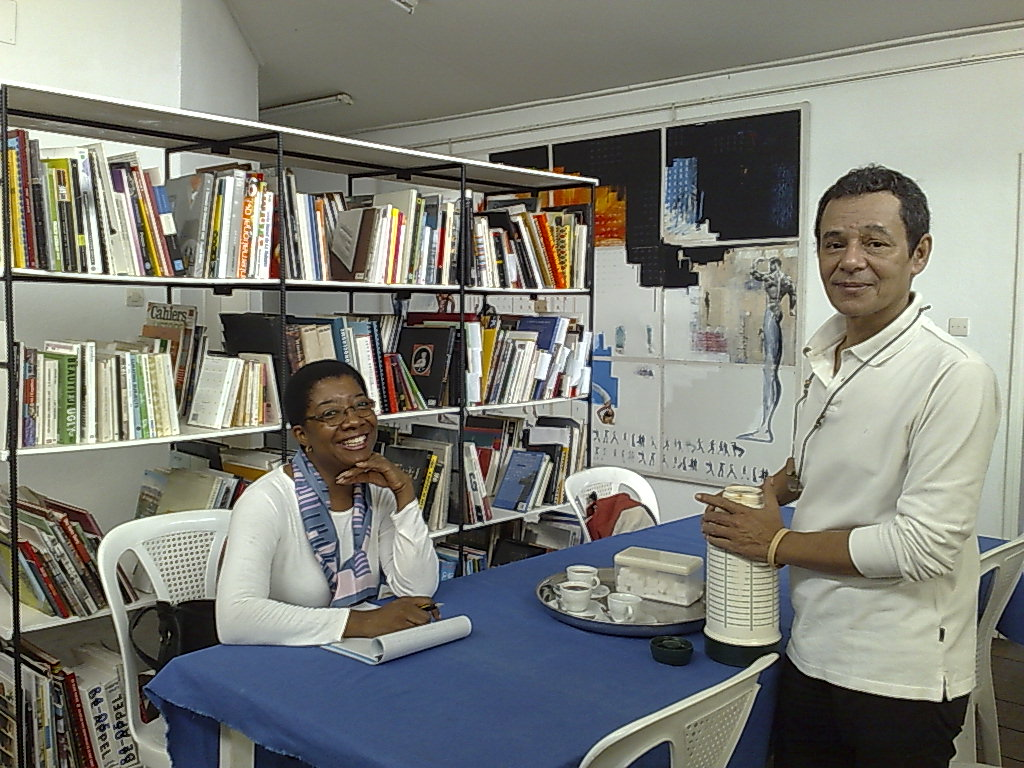
Marilyn Douala Bell e Didier Schaub.

Doual'art nasce nel 1991 come organizzazione senza scopo di lucro senza una sede. Nel 1995 viene inaugurato l'Espace Doual'art, una galleria realizzata dell'architetto Danièle Diwouta-Kotto in uno spazio adiacente al Palazzo dei re Bell di Douala, uno dei monumenti storici della città. Nel corso del tempo l'istituzione si dota di una biblioteca specializzata, di uno studio di produzione e di spazio che accolgono circa 15 esposizioni l'anno.
Nel 2005 doual'art pianifica l'organizzazione di un festival triennale e nel 2007 si svolge la prima edizione di SUD-Salon Urbain de Douala in collaborazione con la Fondazione iStrike. Nel 2010 si svolge la seconda edizione di SUD in collaborazione con ICU-International Collaborative Urban art projects.

## Attività

### Esposizioni
L'attività espositiva di Doual'art è inaugurata dalla mostra Around Around, un'esposizione collettiva organizzata in collaborazione con le gallerie tedesche Peter Herrmann e Akim Kubinski che ha presentato opere di Joseph Kosuth, Martin Kippenberger, Haim Steinbach, Sokari Douglas Camp, Chéri Samba e Pascale Marthine Tayou.

### Ricerca
Nel 2005 Doual'art ha avviato una serie di incontri dal titolo Ars&Urbis: degli incontri di riflessione critica e dibattito su arte e trasformazioni urbane. La prima edizione è stata organizzata nel 2005 con il titolo Simposio Internazionale Ars&Urbis. L'incontro ha posto le basi per la creazione di SUD-Salon Urbain de Douala. La seconda edizione si è svolta nel 2007 con il titolo Laboratorio Internazionale Ars&Urbis promossa in collaborazione con la Fondazione iStrike di Rotterdam. La terza edizione è stata realizzata nel 2009 con il titolo Incontro Curatoriale Ars&Urbis e ha coinvolto un gruppo di lavoro per la preparazione della seconda edizione di SUD-Salon Urbain de Douala.

### Arte pubblica

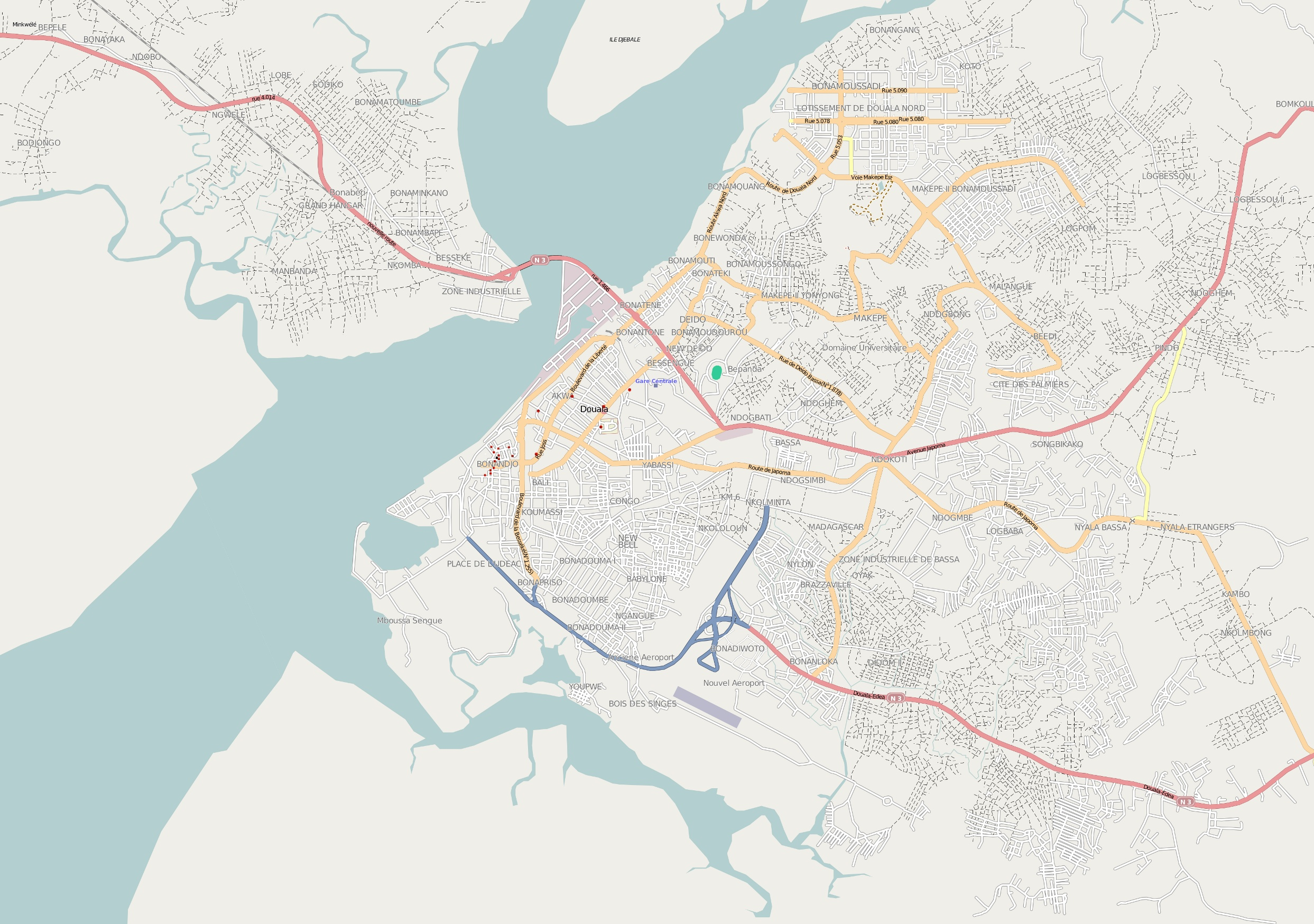
Mappa delle opere d'arte pubblica realizzate da doual'art fino al 2011.

La città di Douala è al centro dell'interesse e del lavoro di Doual'art che ha realizzato interventi di arte pubblica in 12 quartieri. L'ente ha prodotto murales, progetti fotografici, laboratori, una jam session nel mezzo del fiume Wouri, la statua di Joseph Francis Sumégné La Nouvelle Liberté.
Per alcuni anni hanno realizzato piani strutturali, lavorando come mediatori tra comunità, amministrazioni e organizzazioni internazionali, poi – insoddisfatti dalla strategia puramente legata ai servizi primari – hanno cominciato ad elaborare un metodo di lavoro che permettesse loro di integrare l'opera degli artisti con la libertà d'espressione e le aspirazioni delle comunità coinvolte. Questo processo li ha condotti alla costruzione della Nouvelle Liberté ed è diventato – rielaborato e adattato nel tempo – un modello per il loro lavoro successivo.

## Critica
L'organizzazione è considerata una delle istituzioni culturali più importanti e attive dell'Africa centrale. Nel 2009 Doual'art ha ricevuto il Prince Claus Award, un riconoscimento che le ha conferito la fondazione olandese Prince Claus con la motivazione Questo prima Prince Claus Award al Camerun onora Doual'art per la sua visione chiara e articolata che unisce la qualità estetica all'impegno sociale, per i suoi sforzi innovativi nel far conoscere ai cittadini il loro ruolo nell'immaginare e costruire la loro stessa città, e per il suo impatto e la sua capacità di contribuire allo sviluppo delle arti visive e allo sviluppo sociale e culturale dell'Africa Centrale.